# Naraoia
Naraoia (лат.) — род трилобитообразных членистоногих из семейства Naraoiidae отряда Nektaspidida, живших с кембрия до конца силура (521—419,2 млн лет назад).

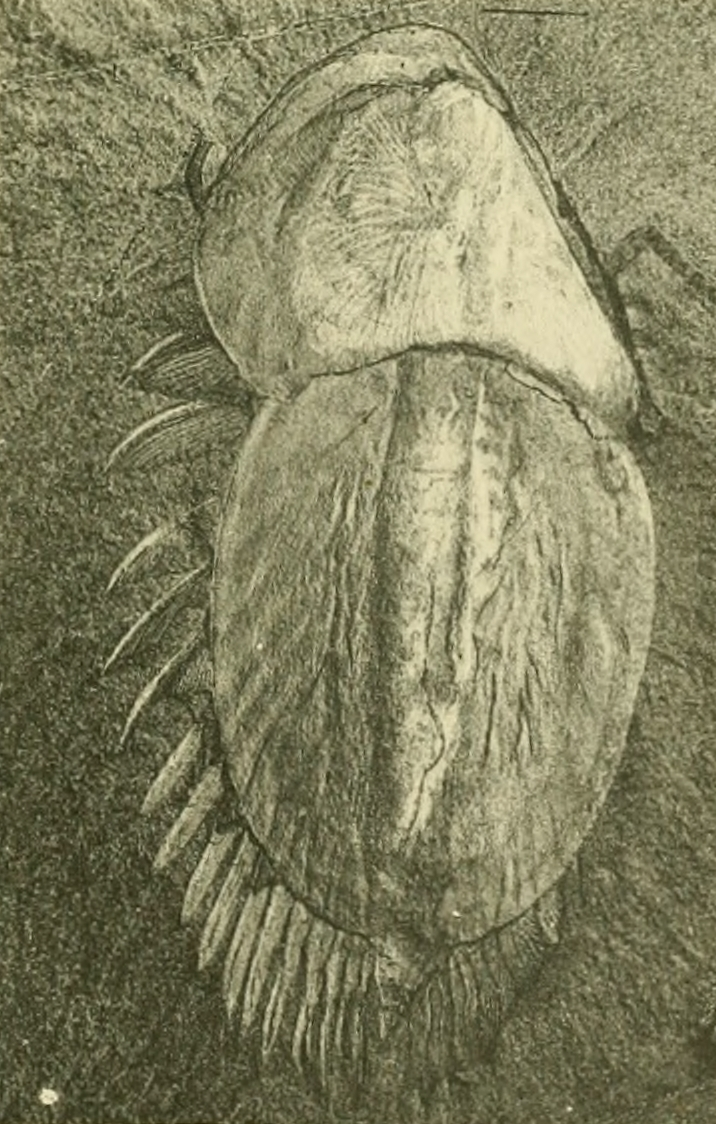
Naraoia compacta. Ретушированная иллюстрация из оригинальной публикации Уолкотта. Обратите внимание на придатки слева от панциря

## Этимология
Название происходит от топонима Narao, наименования группы небольших озер в каньоне Cataract Brook (англ.), рядом с Канадской Тихоокеанской железной дорогой, Британская Колумбия (Канада).

## История изучения
Представители рода впервые описаны из известного местонахождения cланцев Бёрджес в Канаде. Изначально Naraoia были описаны как ракообразные. Их плотный карапакс скрывал внутренние структуры, необходимые для более точной классификации. Позже известный палеонтолог Харри Уитингтон, анализировавший большее количество материала, обнаружил, что ноги (и жабры) Naraoia очень близки по морфологии к трилобитам, к которым и отнёс их.

## Описание
Характеризуются малым размером тела (2—4,5 см).

## Классификация
Согласно данным сайта Paleobiology Database, на ноябрь 2024 года к роду относят 6 видов:
- Naraoia arcana Mayers et al., 2019
- Naraoia bertiensis Caron et al., 2005
- Naraoia compacta Walcott, 1912
- Naraoia magna Mayers et al., 2019
- Naraoia spinosa Zhang & Hou, 1985
- Naraoia tianjiangensis Peng et al., 2012

В других источниках также указывается вид Naraoia spinifer Walcott, 1931.